# 578 Happelia
578 Happelia è un asteroide della fascia principale del diametro medio di circa 69,29 km. Scoperto nel 1905, presenta un'orbita caratterizzata da un semiasse maggiore pari a 2,7509560 UA e da un'eccentricità di 0,1932055, inclinata di 6,14881° rispetto all'eclittica.
Il suo nome è in onore di Carl Happel, pittore tedesco che donò parte del proprio patrimonio all'Heidelberg Observatory.